# Hikjmet
Hikjmet je bio muslimanski vjerski list iz Bosne i Hercegovine. Bio je list tradicionalne uleme, Izlazio je bez prekida od 7. travnja 1929. do 14. studenoga 1936. godine. Mjesto izlaska bila je Tuzla. Uređivao ga je alim iz Tuzle Ibrahim Hakki Čokić, a braća Čokić su stajala iza lista. Autori i uredništvo skrasili su se u unutarnjim vrijednostima islama i zalagali se za moralni preporod društva. Glavni razlog pokretanja lista osnivačima bilo je "otkrivanje mudrosti i dobrih strana islamskih propisa, njihova obrana i borba s reformaštvom". Hikjmet je u dugom razdoblju izrastao i djelovao kao neformalni organ tzv. tradicionalne uleme u Bosni i Hercegovini. 1936. godine Hikjmet je i formalno postao organ tradicionalne uleme. Nastao je u vremenu pojave reformizma unutar uleme, dakako unutar granica osnovnih islamskih postulata. Istup reis-ul-uleme Čauševića prosinca 1927. jasno je naznačio reformistički pravac, što je potreslo širu javnost među muslimanima u Kraljevini Jugoslaviji jer je to značilo nepovratnu promjenu duhovne povijesti. Izazvalo je to velike polemike. Hikjmet je s te strane konzervativan list, koji se pojavio usred tih polemika kao odgovor tradicionalne uleme na tzv. modernističke težnje vjerske i svjetovne inteligencije muslimana, prije svega Bošnjaka. Hikjmet se postavio "protiv reformaštva", kako na unutrašnjem planu, tako i prema islamskom svijetu. Kritizirao je kemalizam, zatim tu je pogled na mogućnost ponovnog uvođenja hilafet, pozicija Ibn Sauda, teme imana, poslanik Muhamed, Sunnet, panislamizam i dr. Među najvažnijim djelima u Hikjmetu je povijesno-teološka studija Muhammed, alejhi-s-selam koja je izašla kao vrlo dugi podlistak u 60 nastavaka. Autor je Abdurahman Adil Čokić. Hikjmet je bio primjer društveno angažiranog medija koji je pratio sva tekuća duhovna kretanja koja su se ticala muslimana, prije svih onih u Bosni i Hercegovini i Sandžaku, i njihova islamskog identiteta. Braća Čokić i list Hikjmet autentičan su primjer bošnjačkog tradicionalističkog razumijevanja islama te oporba svoje vrste modernističkom pristupu i razumijevanju islama na prostorima Kraljevine Jugoslavije. List ipak nije bio sposoban pružiti valjane odgovore i alternativu na probleme s kojima se suočavalo islamsko društvo.